# Женские королевские военно-воздушные силы Великобритании
Женские королевские военно-воздушные силы Великобритании (англ. Women's Royal Air Force, сокращённо WRAF) — женское воинское формирование королевских ВВС Великобритании.

## История
Впервые женские королевские ВВС образованы как вспомогательная организация в 1918 году в самом конце Первой мировой войны. Изначальной целью организации было обучение женщин на авиамехаников, чтобы освободить больше мужчин для непосредственного призыва на фронт Первой мировой. Однако женщины из этих ВВС занимали позднее уже места водителей и механиков, а также стрелков. В 1920 году организация была распущена. Последними из ранее живших ветеранов Первой мировой, служивших в этой организации, были Глэдис Пауэрс и Флоренс Грин.
В годы Второй мировой войны место традиционных женских ВВС занимали женские вспомогательные ВВС. 1 февраля 1949 женские королевские ВВС были снова образованы. С течением времени в обычных королевских ВВС всё больше должностей занимали женщины, и в 1994 году женские ВВС были упразднены окончательно. Ещё раньше в 1972 году был упразднён оркестр женских ВВС, чьи музыканты перешли в оркестр Женского королевского армейского корпуса.

## Воинские звания с 1949 года
| Звание в женских ВВС        | Звание в обычных ВВС  |
| Офицер-пилот                | Офицер-пилот          |
| Летающий офицер             | Летающий офицер       |
| Офицер полёта               | Лейтенант полёта      |
| Офицер эскадрона            | Командир эскадрона    |
| Офицер крыла                | Командир крыла        |
| Офицер группы               | Капитан группы        |
| Воздушный командир          | Воздушный коммодор    |
| Воздушный главнокомандующий | Воздушный вице-маршал |

## Командиры

### В Первую мировую
- Гертруд Кроуфорд (1918)
- Вайолет Дуглас-Пеннант (май—сентябрь 1918)
- Хелен Гвен-Воэн (сентябрь 1918 — 1920)

### После Второй мировой
- Воздушный командир-дама Фелисити Хэнбери (1949—1950)
- Воздушный командир-дама Нэнси Сэлмон (1950—1956)
- Воздушный командир-дама Генриетта Барнет (1956—1959)
- Воздушный командир-дама Энн Стивенс (1959—1962)
- Воздушный командир-дама Джин Конан Дойл (1962—1966)
- Воздушный командир-дама Фелисити Хилл (1966—1969)
- Воздушный коммодор Филиппа Маршалл (1969—1973)
- Воздушный коммодор Молли Эллотт (1973—1976)
- Воздушный коммодор Джой Тэмблин (1976—1980)
- Воздушный коммодор Хелен Рентон (1980—1986)
- Воздушный коммодор Ширли Джонс (1986—1989)
- Воздушный коммодор Рут Монтаг (1989—1994)